# Берегиня (театр)
Ки́евский академи́ческий теа́тр украи́нского фолькло́ра «Береги́ня» (укр. Ки́ївський академі́чний теа́тр украї́нського фолькло́ру «Береги́ня») — академический театр в Киеве.

## История
Театр «Берегиня» был основан в 1988 году по инициативе группы фольклористов под руководством народного артиста Украины Николая Буравского при поддержке Национального сообщества композиторов Украины, Национального сообщества писателей Украины и Института искусствоведения, фольклористики и этнологии имени М. Т. Рыльского НАН Украины.
В 2004 году театру «Берегиня» за выдающиеся достижения в развитии украинского музыкального искусства был присвоен статус академического (Приказ Министерства культуры и искусств Украины от 15.09.2004 г. № 629).

## Гастрольная деятельность
Киевский академический театр украинского фольклора «Берегиня» достойно представляет украинскую национальную культуру за границами Украины. Его гастроли проходили в Германии, Польше, Нидерландах, Болгарии, Испании, Монако, Австрии, Франции, Италии, Египте, Турции, Греции, Швейцарии, Румынии, Израиле, Южно-Африканской Республике, Корее, Японии и других странах мира.
На Международном конкурсе в Йоханнесбурге (ЮАР) театр «Берегиня» выиграл пять золотых и один серебряный сертификат, одержав в общем итоге первое место среди участников фестиваля.
На Международном конкурсе в Пхеньяне (КНДР) конкурсные программы театра были отмечены двумя золотыми, двумя серебряными призами, двумя международными премиями и Главным кубком художественного конкурса.

## Труппа
Творческий состав театра украинского фольклора «Берегиня» — это профессиональные исполнители — певцы, музыканты и танцевальная группа. В разное время здесь работали заслуженные артисты Украины: Надежда Буравская, Анатолий Пахомов, Степан Школьный, Ярослав Цебринский, Татьяна Халаш, 18 лауреатов Международных конкурсов. Музыкальное сопровождение выступлений исполняется как на профессиональных музыкальных инструментах, так и на малоизвестных звуковых, шумовых и эпизодических народных инструментах, которые ещё более выразительно подчёркивают музыкальные особенности используемых произведений определённого региона Украины. Сценическое убранство артистов изготовлено по образцам настоящих этнографических костюмов, над которыми работали лучшие художники Украины.
В 1995 году при театре образован детский фольклорный ансамбль «Берегинька», который ныне является лауреатом множества Международных и Всеукраинских фестивалей.

## Репертуар
Киевский академический театр украинского фольклора Берегиня призван на профессиональном уровне инсценировать лучшие образцы национального музыкально-хореографического наследия, раскрывать особенности культурно-исторических традиций украинского народа.
В репертуаре театра концертные программы и тематические выступления, построенные на основе использования фольклорно-этнографических записей народных обрядов, обычаев и ритуалов, песен, музыки и танцев, остроумного народного юмора.
- «Славні козаки запорожці» (рус. «Славные казаки запорожцы»)
- «Любітеся, брати мої» (рус. «Любите друг друга, братья мои»)
- «Партизанська слава» (рус. «Партизанская слава»)
- «Женчики» (рус. «Жнецы»)
- «Український вертеп» (рус. «Украинский вертеп»)
- «Наддніпрянське весілля» (рус. «Свадьба над Днепром»)
- «Купальські вогні» (рус. «Купальские огни»)
- «Веснянки» (рус. «Веснянки»)
- «Українське народне багатоголосся» (рус. «Украинское народное многоголосие»)
- «Чумацький шлях» (рус. «Млечный путь»)
- «І чужому научайтесь, і свого не цурайтесь» (рус. «И чужому учитесь, и своего не чурайтесь»)
- «Русалії» (рус. «Русалии»)
- «Я — твоя доля» (рус. «Я — твоя судьба») по произведениям Леси Украинки.